# Данилевський Микола Степанович
Микола Степанович Данилевський (нар. 25 липня 1892 — 5 березня 1920) — український радянський діяч. Член і секретар президії Центрального Виконавчого Комітету Рад України.

## Життєпис
Народився 25 липня 1892 року в селі Підставки, Липоводолинського району, Сумської області. Член Комуністичної партії з 1913. З квітня 1917 — член Харківського комітету РСДРП(б) і президії Харківської Ради робітничих і солдатських депутатів, один із організаторів Червоної гвардії Харкова.
У грудні 1917 року обраний членом, згодом — секретарем ЦВК Рад України. У 1918 році брав участь у боях проти білогвардійців.
У 1919 році — співробітник Наркомвійськсправ України, комісар бригади 12-ї армії.
5 березня 1920 року — знищений у бою з польськими військами.

## Нагороди та відзнаки
- Орден Червоного Прапора